# Jalgaon Jamod
Jalgaon Jamod es una ciudad y  municipio situada en el distrito de Buldana en el estado de Maharashtra (India). Su población es de 28276 habitantes (2011). 

## Demografía
Según el censo de 2011 la población de Jalgaon Jamod era de 28276 habitantes, de los cuales 14550 eran hombres y 13726 eran mujeres. Jalgaon Jamod tiene una tasa media de alfabetización del 86,87%, superior a la media estatal del 82,34%: la alfabetización masculina es del 90,99%, y la alfabetización femenina del 82,51%.